# مجمع وانر بارك الرياضي
مجمع وانر بارك الرياضي هو ملعب متعدد الاستخدام يقع في باستير عاصمة سانت كيتس ونيفيس . غالبا ما يتم استخدامه لمباريات كرة القدم . يسع الملعب لجلوس 8 آلاف متفرج . يعتبر الملعب الرسمي الذي يخوض فيه منتخب سانت كيتس ونيفيس مبارياته الدولية . تم افتتاح الملعب في 2006 .